# Villa Floridiana
La villa Floridiana désigne une villa néoclassique et un grand parc situés dans le quartier du Vomero à Naples. Elle donne sur les faubourgs occidentaux de Chiaia et Mergellina.

## Historique et description
La villa date de 1816, lorsque Ferdinand Ier, roi des Deux-Siciles, a acquis la propriété.
Entre 1817 et 1819, l'architecte Antonio Niccolini reconstruisit le bâtiment et les jardins environnants. Le directeur du jardin botanique, Friedrich Dehnhardt, y planta des chênes, des pins, des palmiers, des cyprès et une grande sélection de fleurs dans les jardins.

Le roi a ensuite fait don de la propriété comme résidence de vacances à son épouse morganatique, Lucia Migliaccio Partanna, duchesse de Floridia, dont la villa a pris le nom. La résidence de style néoclassique et les jardins environnants ont été construits entre 1817 et 1819. La villa abrite actuellement le musée national de la Céramique de Naples.

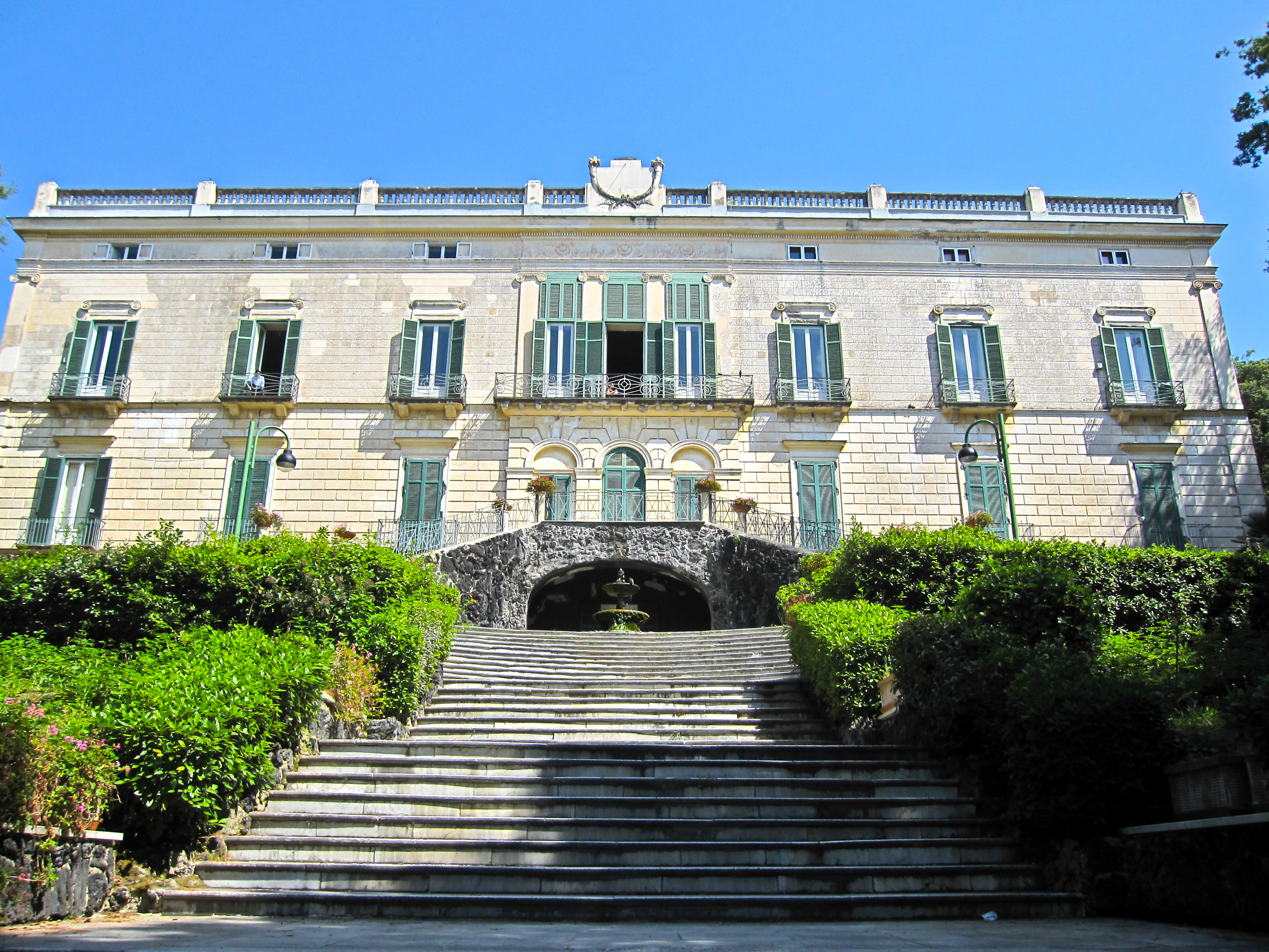
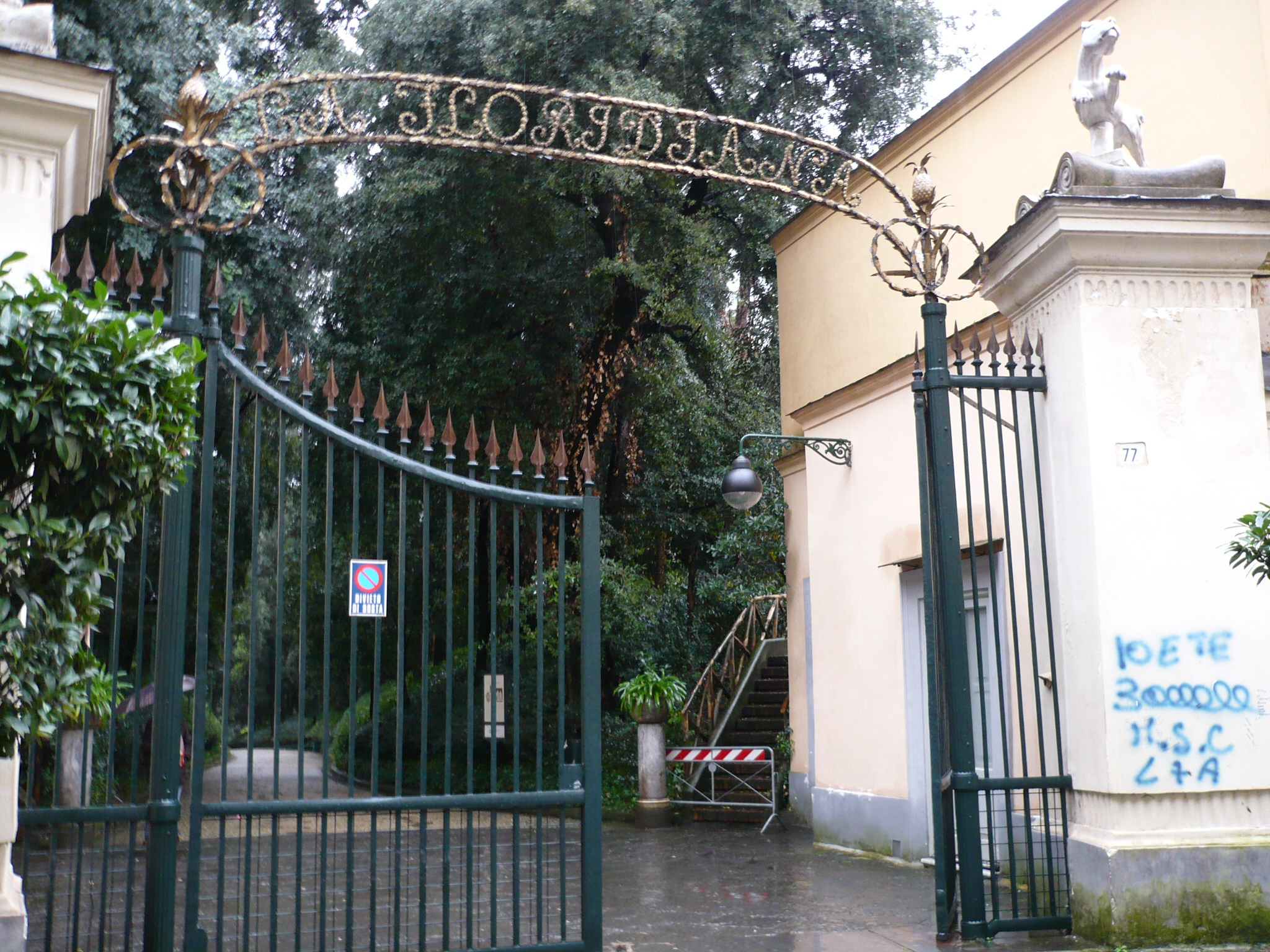
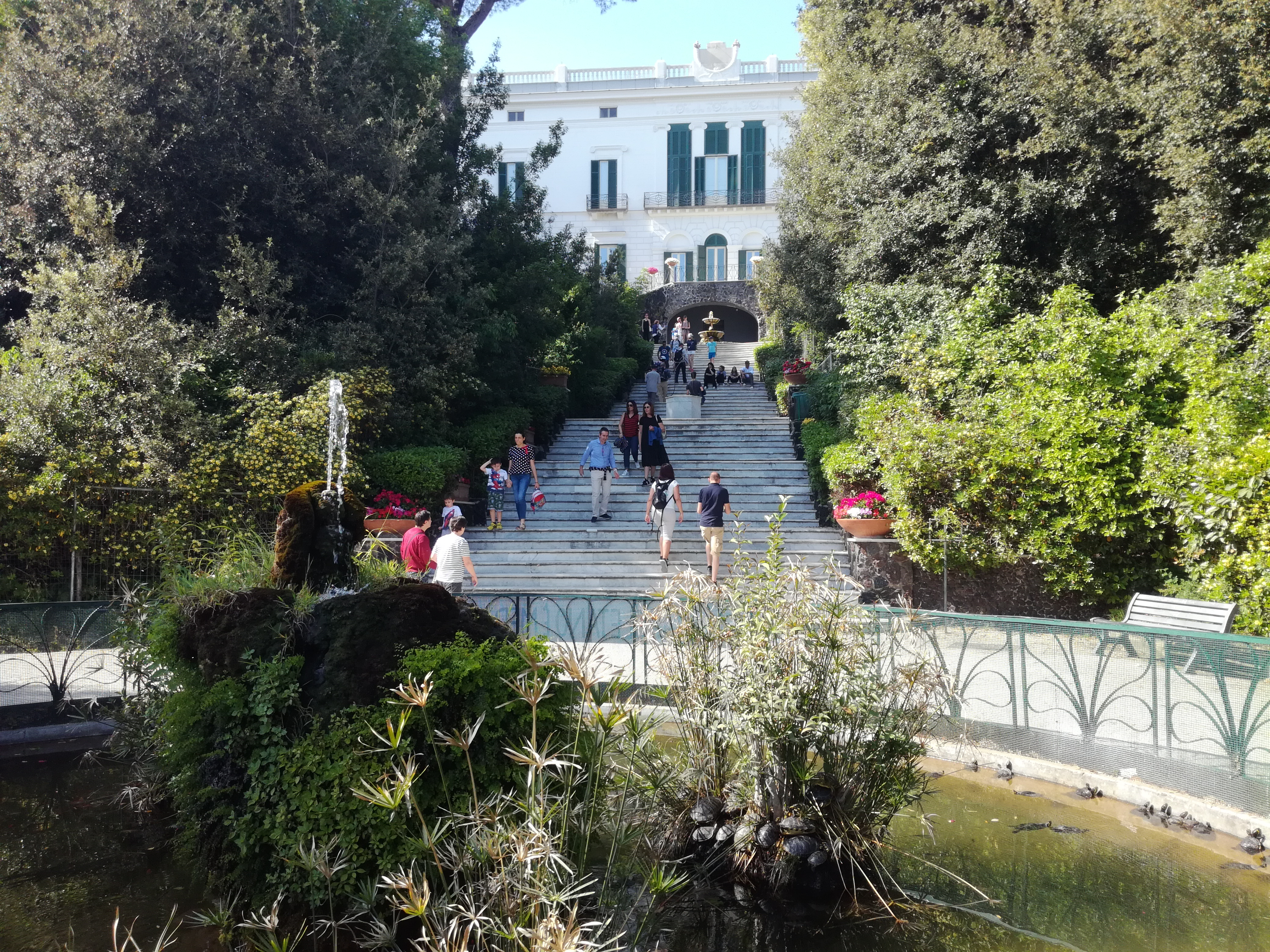
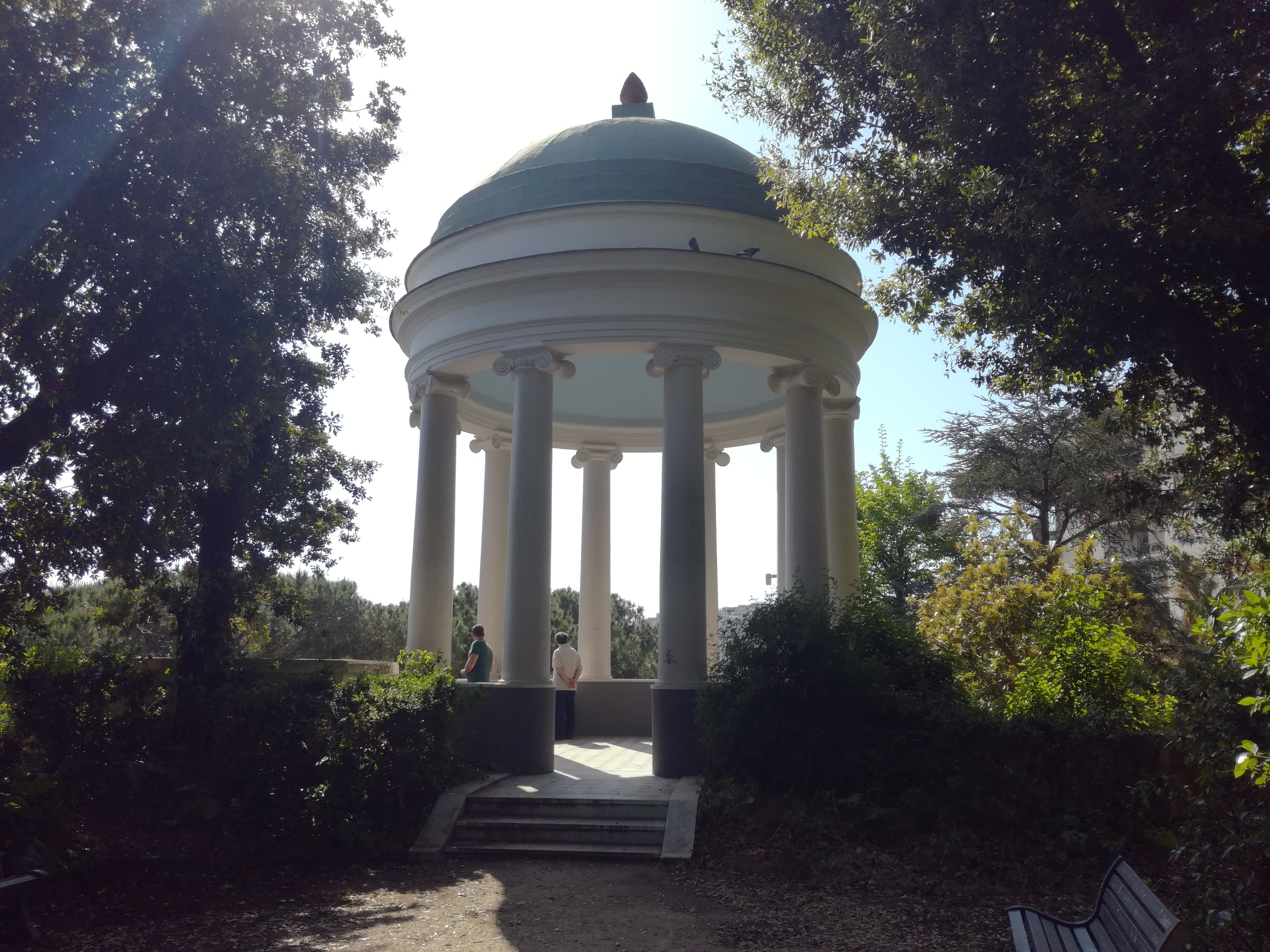
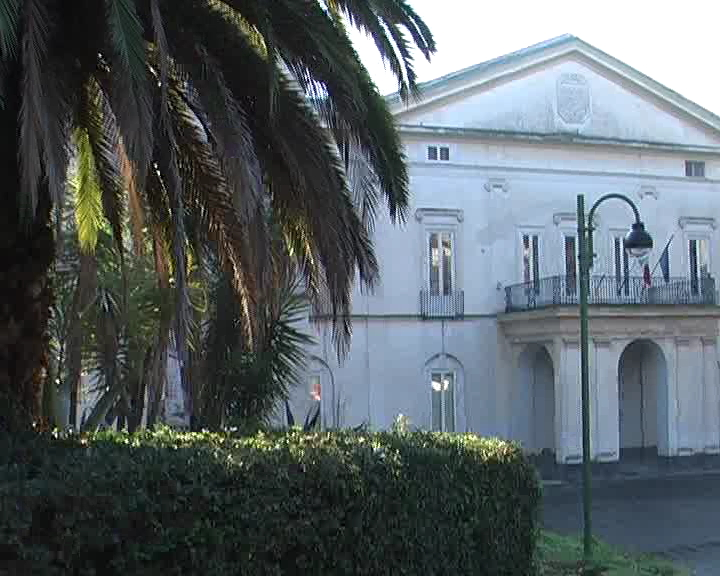